# Czeczotka (zwyczajna)
Czeczotka (zwyczajna), czeczotka (Acanthis flammea) – gatunek niewielkiego ptaka wędrownego z rodziny łuszczakowatych (Fringillidae). Występuje w Eurazji i Ameryce Północnej.

## Systematyka
Systematyka gatunku do niedawna była kwestią sporną. Różni autorzy wyróżniali od 2 do 6 podgatunków A. flammea; tutaj lista podgatunków za Birds of the World.
- czeczotka brązowa[4] (A. flammea cabaret) – Wielka Brytania do środkowej Europy, południowo-zachodni Półwysep Skandynawski.
- czeczotka (zwyczajna)[4] (A. flammea flammea) – północna Europa, Syberia (na południe po północną Mongolię), Alaska i Kanada.
- A. flammea rostrata – północno-wschodnia Kanada (północny Labrador, Ziemia Baffina), południowa Grenlandia.
- A. flammea islandica – Islandia. IOC włącza tę populację do A. f. rostrata[5].
- czeczotka blada[4] (A. flammea exilipes) – skrajnie północna Eurazja, zachodnia i północna Alaska oraz północno-zachodnia Kanada.
- czeczotka tundrowa[4] (A. flammea hornemanni) – wyspy północnej Kanady oraz zachodnia i wschodnia Grenlandia.

Taksony exilipes i hornemanni były przez niektórych systematyków wyodrębniane w osobny gatunek o nazwie czeczotka tundrowa (Acanthis hornemanni). Również czeczotka brązowa bywała uznawana za osobny gatunek (A. cabaret). Choć niektórzy autorzy już wcześniej łączyli te gatunki w jeden, decyzję o połączeniu tych gatunków na podstawie wyników badań genetycznych podjął w 2024 roku North American Classification Committee (NACC), a za nim podążyły kolejne ornitologiczne autorytety. W takim ujęciu systematycznym czeczotka jest jedynym przedstawicielem rodzaju Acanthis.

## Występowanie

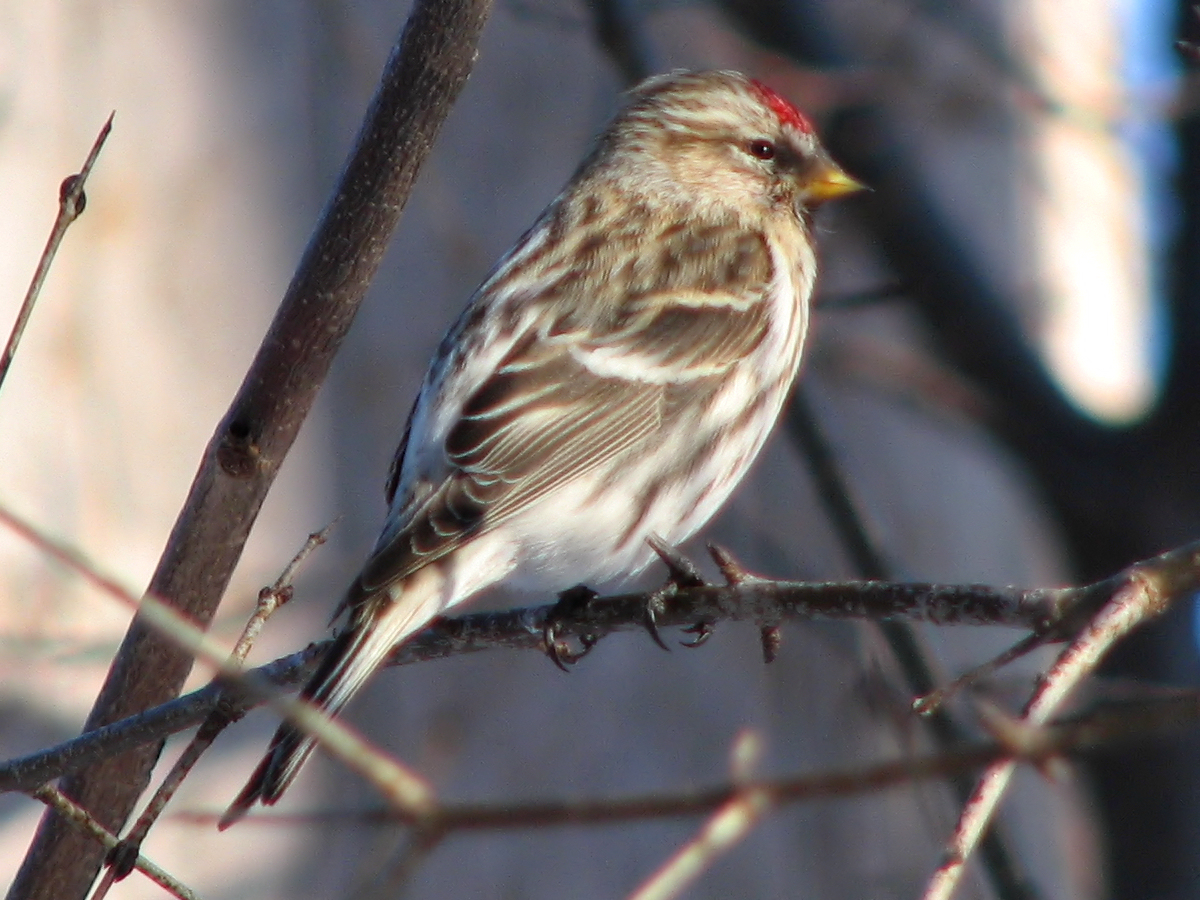
Samica czeczotki, Ontario

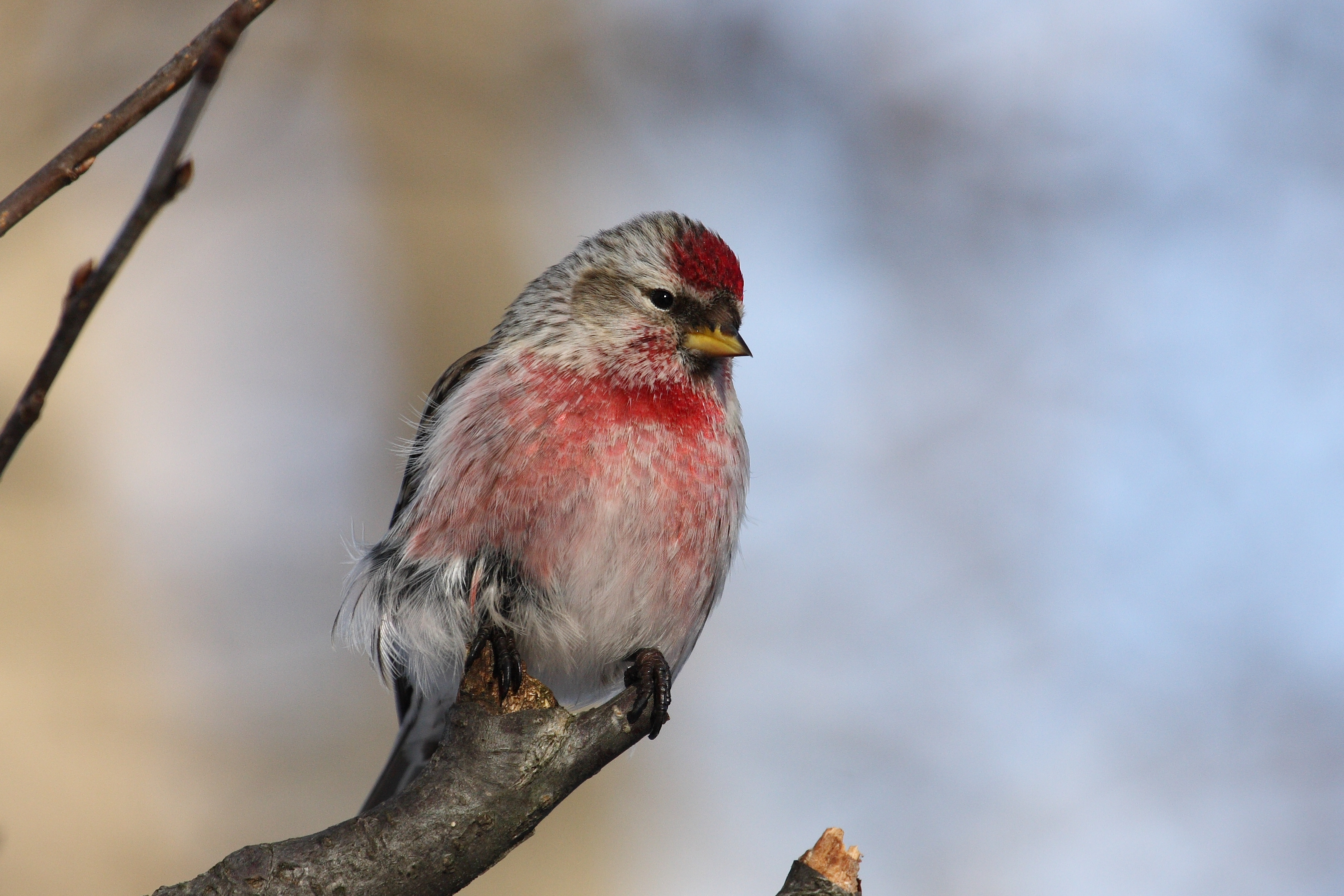
Samiec czeczotki ma na piersiach i podgardlu czerwony nalot

Czeczotka zamieszkuje pas na granicy tajgi i tundry Eurazji i Ameryki Północnej oraz góry Europy Środkowej. W latach nieurodzaju na północy (gdy na lęgowiskach brakuje nasion, którymi się żywią) dokonuje nalotów inwazyjnych na Europę. Stada zatrzymują się dopiero tam, gdzie znajdą dostatecznie dużo pokarmu, by starczyło go na bezpieczne przezimowanie. 
Europę zamieszkują dwa podgatunki czeczotek. Różnią się ubarwieniem, rozprzestrzenieniem i środowiskami, w których żyją. Podgatunek A. f. flammea zasiedla północną część Starego Kontynentu i Ameryki Północnej w strefie tajgi. Stamtąd, zwłaszcza północne populacje, na zimę wędruje zwykle na południe (na niedalekie dystanse, tzn. na wybrzeża śródziemnomorskie i nad Morze Czarne), czasem w inwazyjnych ilościach – wtedy w zachodniej i środkowej Europie ptaki te są rzadko widywane. Wczesną wiosną opuszcza swe zimowiska, by powrócić do terenów w pobliżu koła polarnego. Podgatunek A. flammea cabaret początkowo zamieszkiwał Wielką Brytanię i Alpy. W ciągu ostatnich dziesięcioleci gwałtownie wzrasta jego liczebność – rozszerzyły się obszary lęgowe w zachodniej i środkowej Europie. W Wielkiej Brytanii i w wysokich Alpach stara się zajmować biotopy, które przypominają jego północną ojczyznę. Na obszarach niżej położonych nowe gniazdowiska ulokowane są w środowiskach typu parkowego, najczęściej w okolicy wód i w miejskich parkach. Zimą oba podgatunki koczują w podobnych miejscach, a szczególnie w brzezinach.
W Polsce skrajnie nieliczny ptak lęgowy w Tatrach, Karkonoszach, Górach Izerskich, lokalnie na Ziemi Kłodzkiej oraz na wybrzeżu. W latach 2013–2015 krajowa populacja liczyła 200–400 par lęgowych. Lęgnie się tu wyłącznie czeczotka brązowa (A. f. cabaret), dawniej przez część autorów uznawana za odrębny gatunek. Podgatunek ten wędruje blisko od lęgowisk lub koczuje. Ponadto regularnie, dość licznie pojawia się na przelotach (od marca do kwietnia oraz od września do grudnia) i zimuje podgatunek A. f. flammea. Co kilka lat (zwłaszcza w czasie nieurodzaju) w kraju obserwuje się masowy napływ ptaków z północy (Skandynawii i północnej Rosji) późną jesienią. Takie stada liczą wtedy ponad 1000 osobników. Osobnika podgatunku A. f. rostrata po raz pierwszy na terenie Polski zaobserwowano w 2015.
Zapis kopalny potwierdza istnienie gatunku już w plejstocenie. Jego skamieniałości odkryto w osadach ze środkowego plejstocenu we Francji oraz w osadach z późnego plejstocenu we Francji, we Włoszech i w Wielkiej Brytanii. W Polsce jego skamieniałości odkryto w Jaskini na Biśniku.

## Charakterystyka

### Rozmiary
długość ciałaok. 13 cm

rozpiętość skrzydełok. 22–25 cm

### Masa ciała
A. f. exilipes 12–13 g, A. f. hornemanni ~18 g.

### Wygląd zewnętrzny
Mały ptak o krągłej sylwetce. Grzbiet brązowo-szary z ciemnym, podłużnym kreskowaniem. Spód białawy, po bokach z kreskowaniem podłużnym. Na podbródku czarna plama, na czole czerwona plama. Dziób jest krótki i żółty. Występuje dymorfizm płciowy. Samica ma kuper białawy, kreskowany i gliniastą pierś z kreskowaniem. Samiec ma kreskowany kuper i pierś różowe (w okresie godowym jest czerwona). Na skrzydle widać dwa wąskie, białe paski. Samica A. f. flammea natomiast nie ma różowego ubarwienia na gardzieli. Pojedyncze barwne pióra na wolu pojawiają się jednak u niektórych starych samic. Nominatywny podgatunek utrzymany jest przeważnie w szarej tonacji w porównaniu z podgatunkiem A. f. cabaret, którego upierzenie jest żywobrązowe. Różowa gardziel samców formy zachodnioeuropejskiej jest intensywniej ubarwiona niż u osobników formy północnej. Odróżnienie podgatunków u osobników młodocianych jest dość trudne. Te nie mają czerwieni ani plamy na podgardlu. Latem pomaga obserwacja stanowisk, które zajmują, bo gniazdują w zupełnie odmiennych środowiskach.
W Europie występuje podobnie ubarwiona i spokrewniona makolągwa, gdzie samiec nigdy jednak nie ma na podbródku czarnej plamy, ale ma białe akcenty na ogonie i nieco dłuższe skrzydła. Pod względem rozmiaru jest mniejszy od wróbla. To ptaki ruchliwe, hałaśliwe i towarzyskie – tworzące stada i w nich migrujące oraz zimujące.

## Środowisko

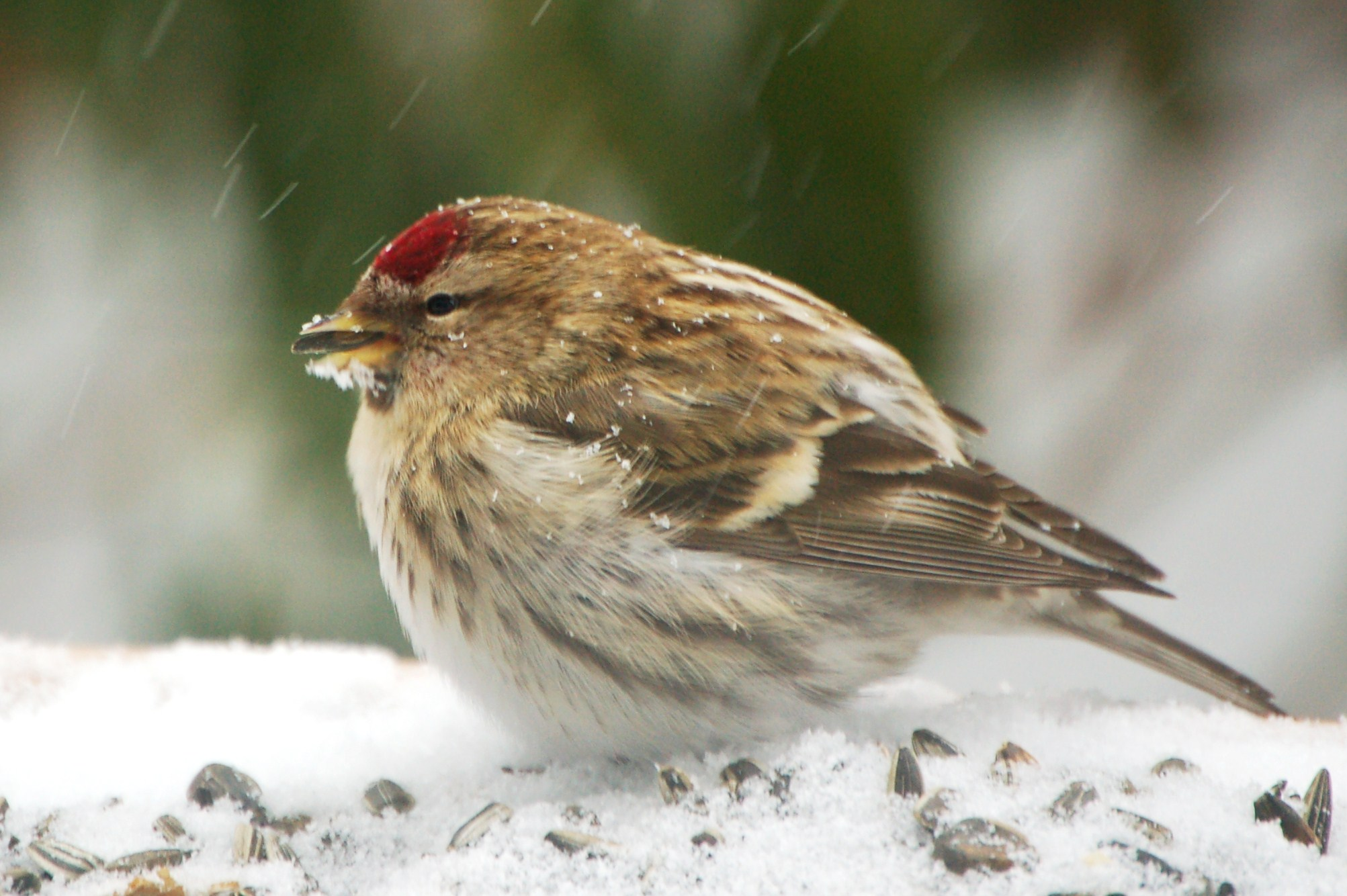
Część czeczotek pozostaje w Polsce na zimę

Lasotundra i skraj tajgi północnej Eurazji i Ameryki Północnej. W górach na górnej granicy piętra lasu i w piętrze kosodrzewiny. Nad morzem na wybrzeżu pojawia się w sztucznych nasadzeniach zarośli kosówki w pobliżu łąk i torfowisk. Licznymi stadami odwiedza rumowiska, ugory i zwłaszcza brzeziny. Najczęściej spotykany na nizinach, gdzie dochodzi do siedzib ludzkich – na przelotach wśród drzew, krzewów, pól, na miedzach i ugorach w suchych chwastach.

## Pożywienie
Nasiona drzew, głównie liściastych, szczególnie lubi nasiona brzozy, ale również olchy i modrzewia oraz inne. W okresie lęgowym również małe owady, pająki i inne bezkręgowce. Pisklęta karmione są owadami i nasionami.
Nasiona zręcznie wybiera z walcowatych owocostanów ostrym, trójkątnym dziobem, przybierając przy tym prawdziwie akrobatyczne pozy. Z cienkich gałązek umie zwisać grzbietem w dół. W czasie migracji zjada najchętniej nasiona. Żeruje na krzewach i drzewach, choć zimą zbierać może też nasiona z ziemi lub ze śniegu.

## Okres lęgowy

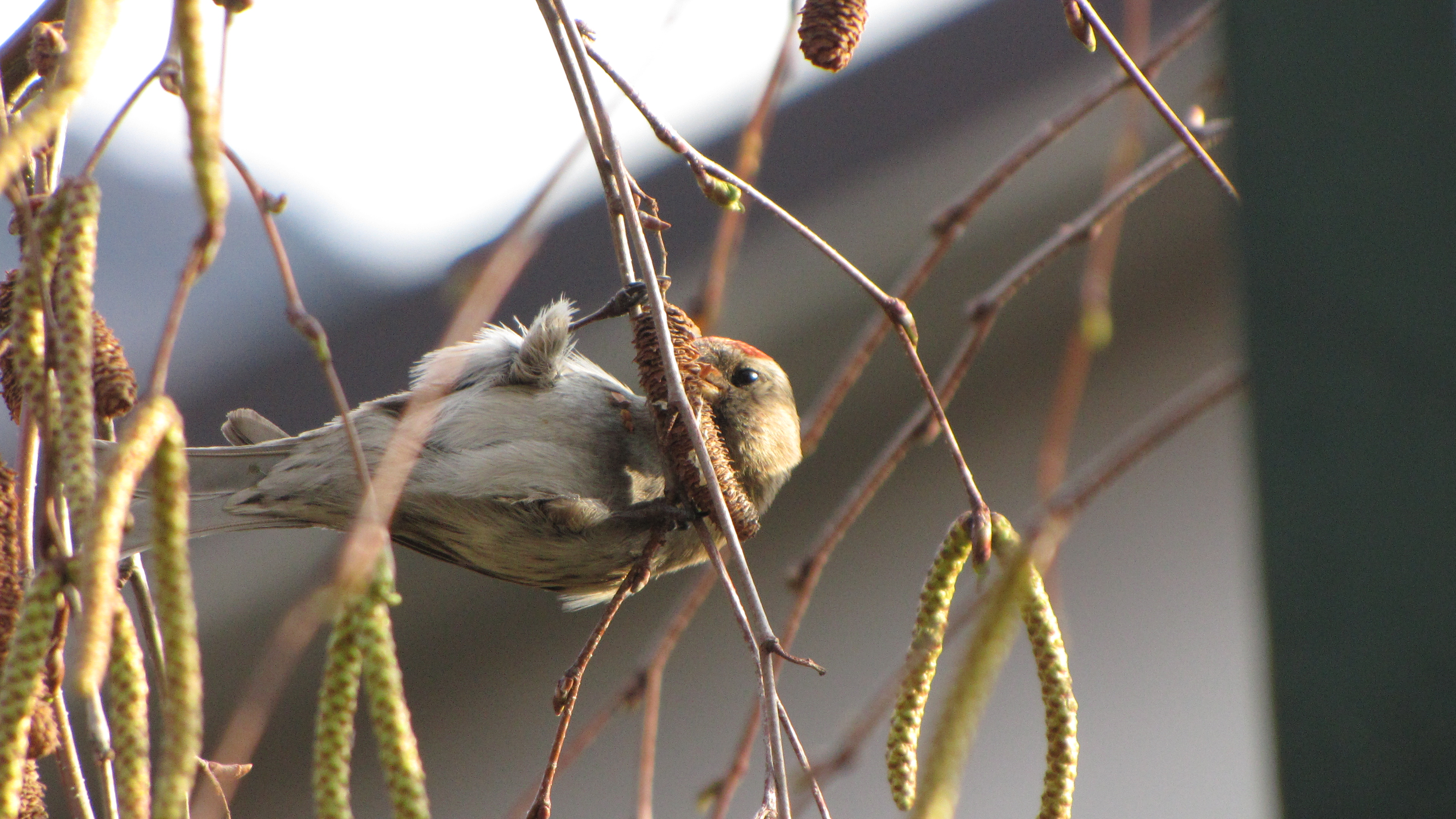
Czeczotka żeruje najchętniej na nasionach brzóz

### Gniazdo
Na niewysokich drzewach i krzewach, wśród gałęzi kosodrzewiny, ale na północy również blisko ziemi. Jest dobrze ukryte, zbudowane z korzonków, kłaczy, sierści, traw poprzetykanych puchem roślinnym i wełną. Wyścielone jest piórkami i włosiem. Przypomina gniazdo makolągwy w postaci koszyczka. Tworzy pary monogamiczne.

### Jaja
Jeden lub dwa lęgi w roku, w maju i czerwcu. W zniesieniu 5 lub 6 niebieskawych jaj o rdzawym nakrapianiu.

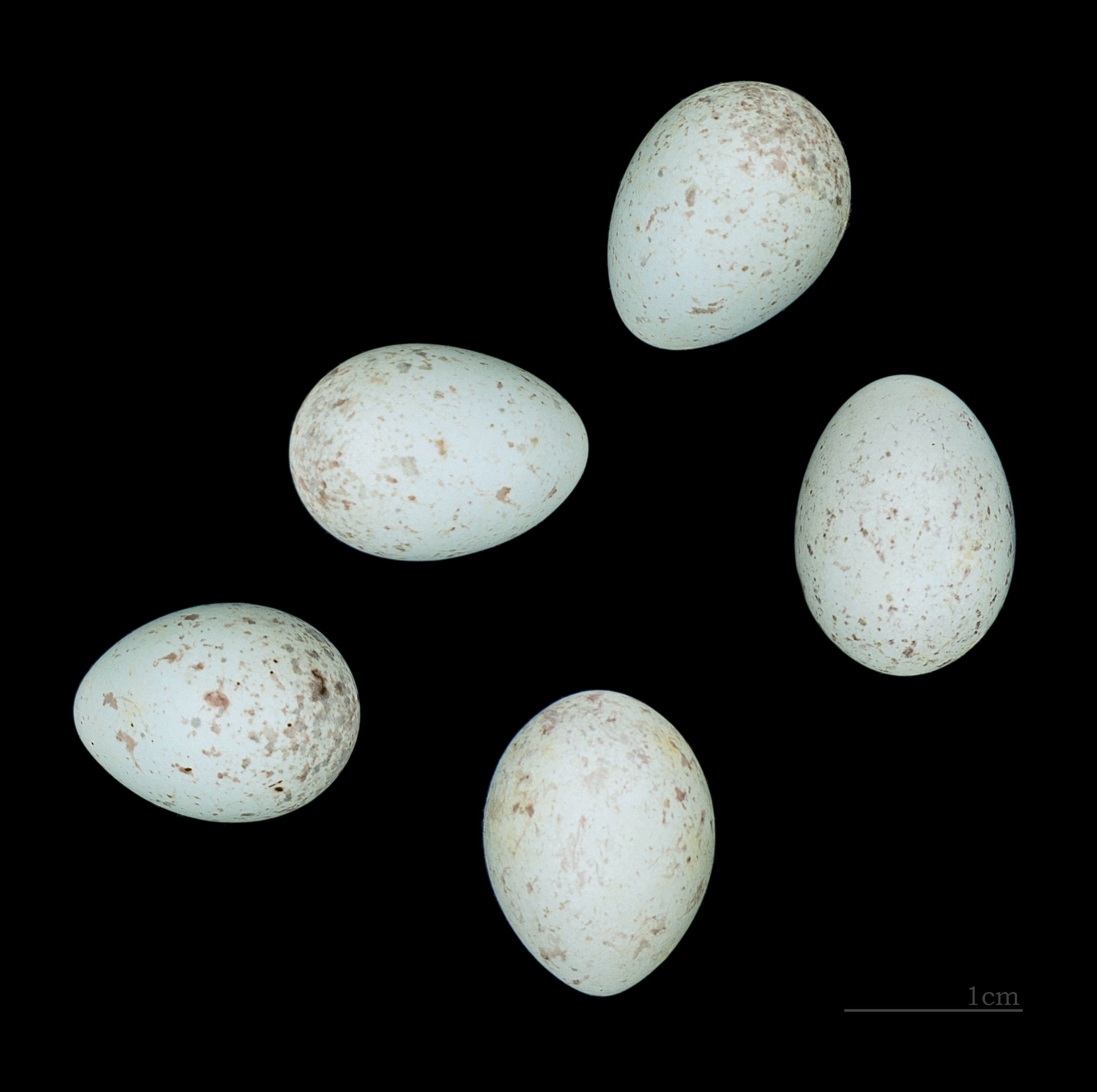
Jaja podgatunku A. f. flammea
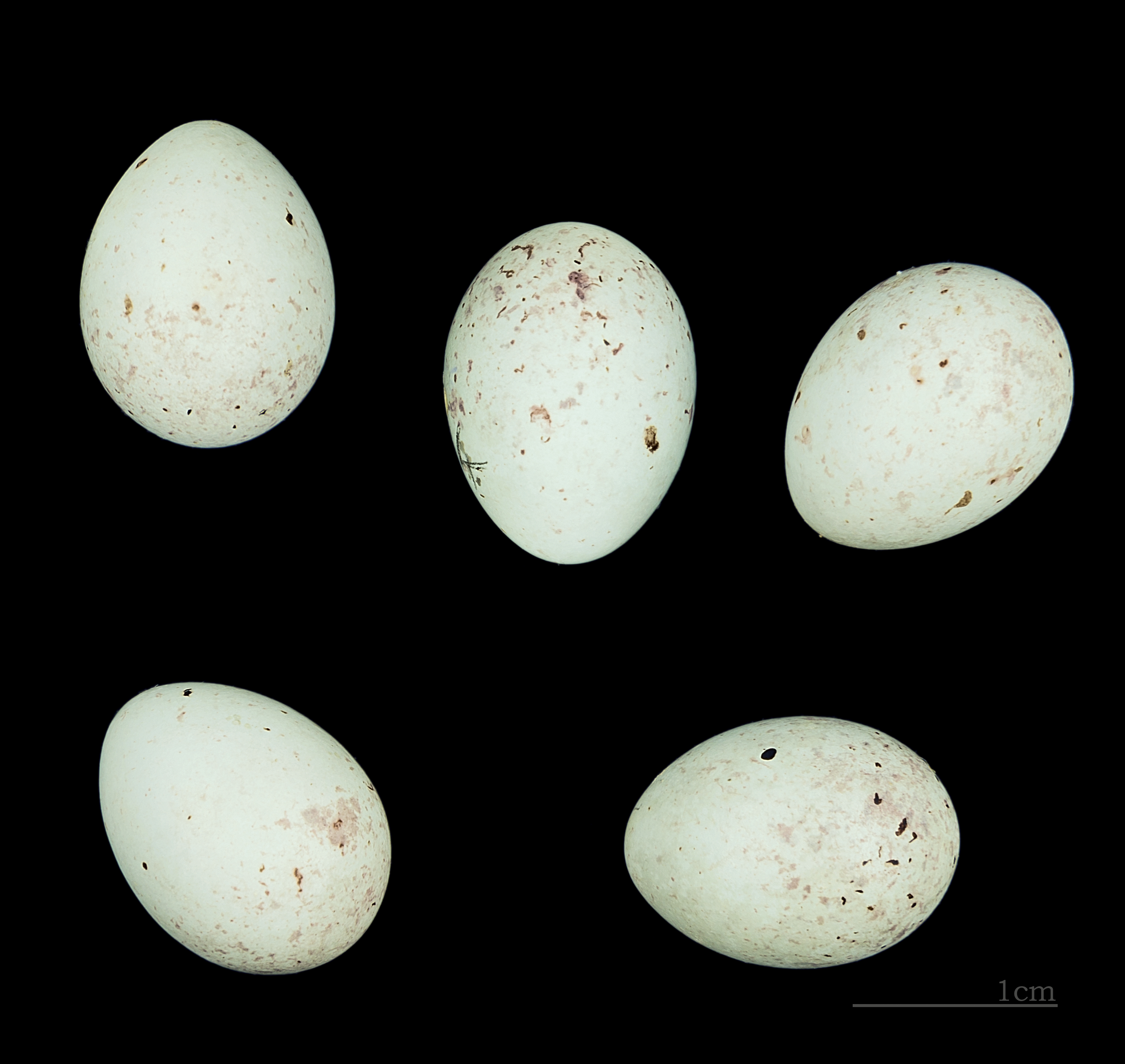
Jaja podgatunku A. f. cabaret

### Wysiadywanie i pisklęta
Jaja wysiadywane są przez okres 10–12 dni przez samicę, choć młode są karmione już oboje rodziców. Zaraz po wykluciu, gdy pisklęta są jeszcze bardzo małe, samica ogrzewa je swoim ciałem i nie opuszcza gniazda. W pierwszych dniach samiec karmi więc partnerkę i potomstwo. Jeśli para postanawia wyprowadzić drugi lęg, drugie gniazdo jest budowane nim pierwsze młode podrosną. Już wtedy samica zaczyna wysiadywać drugi lęg sezonu, a jej partner zajmuje się dalszym dokarmianiem piskląt w pierwszym gnieździe.

### Opuszczanie gniazda
Młode opuszczają gniazdo po 11–14 dniach.

## Status i ochrona
IUCN uznaje czeczotkę za gatunek najmniejszej troski (LC – Least Concern). Liczebność światowej populacji, wstępnie obliczona w oparciu o szacunki organizacji BirdLife International dla Europy z 2015 roku, zawiera się w przedziale 50–150 milionów dorosłych osobników. Globalny trend liczebności populacji uznawany jest za spadkowy.
W Polsce objęta ścisłą ochroną gatunkową. Na Czerwonej liście ptaków Polski odbywająca lęgi na terenie kraju czeczotka brązowa została sklasyfikowana jako gatunek najmniejszej troski (LC).